# ダルマ・スートラ
ダルマ・スートラ（dharma suutra）は、ヴェーダ文献における律法経のことであり、紀元前6世紀から紀元前2世紀にかけて叙述、記録された、ヴェーダの祭式学《カルパ･スートラ》に附属した法文献の総称。特定のヴェーダ学派の教義と結びつく性格を有する。

## 成立の過程
ダルマ・スートラは、バラモン教の天啓聖典であるヴェーダに付随する文献群のひとつとして成立しており、バラモン教社会の4つの種姓（ヴァルナ）それぞれの権利・義務と日常生活のあり方を規定した。ヴェーダの補助文献として成立した6種のヴェーダーンガ Vedāṅga の一つである「カルパ・スートラ」の一部分を構成する。
アーリヤ人の侵入以来、インドにはヴェーダ文化が栄え、祭式を中心とする伝統的なバラモン社会がつくりあげられた。しかし、紀元前7世紀ころより伝統的な価値観や生き方に異議を唱える禁欲主義が台頭したため、みずから「正統世界」と称した伝統社会は反省と世界観の再編成を迫られた。それは多く祭式を司ったバラモン層によって担われ、紀元前6世紀ころよりさかんに進められた。十六大国時代にあった彼らは世俗の権力者である王侯の支持をとりつけて4ヴァルナを軸とする身分制にもとづいたヴァルナ体制社会の確立をはかって、この体制下における人間の生き方、あり方（ダルマ）を追究した。ダルマ・スートラとはそのために編まれた教典である。
ダルマ・スートラは、法（ダルマ）について述べた文献としてはインドにおける最初期のものであるが、実際の裁判など実用目的のための法典ではなく、あくまでもヴェーダを補完する文献の一つとして、ヴェーダを継承する諸学派によって編まれた宗教文献であり、また、要点のみを組織的に配列する「スートラ体」という極度に簡潔な独特の散文体で叙述されている。
ダルマ・スートラは、のちに『マヌ法典』として集大成されるヒンドゥー法典の先駆けとなった文献であるが、そこにはすでに、再生族（すなわち、バラモン・クシャトリヤ・ヴァイシャの上位3ヴァルナ）の男性）が生涯においてたどるべき四住期（アーシュラマ）についても規定されていた。

## ダルマ・シャーストラとの関係
ダルマ・スートラは、広義のダルマ・シャーストラには含まれるが、狭義のダルマ・シャーストラには含まれない。『マヌ法典』をはじめとする後者が紀元前2世紀ころから西暦5世紀ないし6世紀にかけてサンスクリットの韻文体で記された法典であるのに対し、ダルマ・スートラはそれに先だつ年代において、サンスクリットの散文体で記録された教典である。ダルマ・スートラの一部には韻文も含んでいるが、その多くは後世の付加と考えられている。また、その独特な「スートラ体」は法典文学（ダルマ・シャーストラ）にも多大な影響をおよぼした。